# Bajo el cielo antioqueño
Bajo el cielo antioqueño es una película colombiana de 1925, escrita y producida por Gonzalo Mejía con dirección de Arturo Acevedo Vallarino.

## Sinopsis
La película narra la historia de Lina, una joven de la alta sociedad antioqueña que se escapa con su novio Álvaro. Tras la negativa de su padre Don Bernardo al matrimonio de los jóvenes, la pareja tendrá que enfrentar varias dificultades que impiden su relación, mientras se muestran los paisajes antioqueños y las costumbres de la cultura burguesa de la época.

## Reparto
- Alicia Arango de Mejía - Lina
- Gonzalo Mejía Trujillo - Don Bernardo
- Juan B. Naranjo - Álvaro
- Harold Maynhan - Mr. Adams
- Rosa E. Jaramillo - Mendiga
- Carlos Ochoa - Puntillas
- Eduardo Uribe - Bandido

## Realización
La película fue financiada por el magnate Gonzalo Mejía, quien además fue autor del guion y contrató al entonces experimentado director de teatro Arturo Acevedo para dirigirla, que había dirigido ya La tragedia del silencio (1924). Los realizadores parecían interesados en querer resaltar la buena imagen de la región y en ningún momento se involucraron en profundidad en temas sociales o políticos. Por otro lado, Acevedo era reconocido en el teatro por su interés en los temas nacionalistas, uno de los objetivos de la película donde el exceso de paisajismo y el afán por mostrar la cultura folclórica y social del país es una constante.

## Acogida
Si bien la película no se realizó con propósitos comerciales, ya que en principio el proyecto empezó a filmarse más como una actividad lúdica de la clase alta, auspiciada por Gonzalo Mejía, la película sin buscarlo alcanzó el favor del público, no sólo de la alta sociedad, sino también de las clases populares, convirtiéndose en un fenómeno de entretenimiento en la época. 

## Restauración
La película estuvo por muchos años archivada y no fue sino hasta 1997 que la Fundación Patrimonio Fílmico Colombiano la restauró en su totalidad, junto con otras películas representativas de la época como Aura o las violetas (1924), y Alma provinciana y Garras de oro (1926).